# 2018 no desporto
Nesta página encontram-se os fatos e referências do desporto que aconteceram durante o ano de 2018.

## Eventos previstos

### Eventos multidesportivos
- 9 a 25 de fevereiro - Jogos Olímpicos de Inverno, em  Pyeongchang[1]
- 9 a 18 de março - Jogos Paralímpicos de Inverno, em  Pyeongchang[2]
- 26 de maio a 8 de junho - Jogos Sul-Americanos, em  Cochabamba[3]
- 4 a 15 de abril - Jogos da Commonwealth, em  Gold Coast[4]
- 3 a 19 de agosto - Jogos Centro-Americanos e do Caribe, em  Barranquilla[5]
- 18 de agosto a 2 de setembro - Jogos Asiáticos, em  Jacarta e Palembang [6]
- 06 a 18 de outubro - Jogos Olímpicos da Juventude, em  Buenos Aires[7]

### Atletismo
- 1 a 4 de março - Campeonato Mundial Indoor, em  Birmingham[8]

### Automobilismo
- 27 de janeiro a 13 de outubro - WeatherTech SportsCar (IMSA)[9]
- 3 de março a 25 de novembro - Supercars[10]
- 11 de março a 26 de setembro - Fórmula Indy (Indycar)[11]
- 25 de março a 25 de novembro - Fórmula 1[12]
- 5 de maio a 16 de junho de 2019 - FIA WEC[13]
- 27 de maio - 500 Milhas de Indianápolis
- 16 e 17 de junho - 24 Horas de Le Mans

### Futebol
- 2 a 25 de janeiro - Copa São Paulo de Futebol Júnior[14]
- 4 a 7 de janeiro - Copa Rubro-Verde
- 11 a 21 de janeiro - Copa Brasil de Futebol Infantil
- 17 de janeiro a 7 de abril - Campeonato Gaúcho[15]
- 17 de janeiro a 8 de abril
  - Campeonato Catarinense[16]
  - Campeonato Mineiro[17]
  - Campeonato Paranaense[17]
  - Campeonato Paulista[17]
  - Campeonato Pernambucano[18]
- 20 de janeiro a 7 de abril - Campeonato Capixaba[19]
- 21 de janeiro a 8 de abril - Campeonato Baiano[20]
- 21 de janeiro a 16 de maio - Copa Verde[21]
- 22 de janeiro a 28 de novembro - Copa Libertadores da América[22]
- 30 de janeiro a 17 de outubro - Copa do Brasil[23]
- 13 de abril a 24 de novembro - Campeonato Brasileiro - Série B [24]
- 14 de abril a 23 de setembro - Campeonato Brasileiro - Série C [25]
- 15 de abril a 9 de dezembro - Campeonato Brasileiro - Série A [26]
- 22 de abril a 5 de agosto - Campeonato Brasileiro - Série D [27]
- 14 de junho a 15 de julho - Copa do Mundo FIFA de 2018, na  Rússia[28]
- 6 de setembro a 9 de junho de 2019 - Liga das Nações da UEFA[29]

### Tênis
- 15 a 28 de janeiro - Aberto da Austrália[30]
- 3 de fevereiro a 26 de novembro - Copa Davis[31]
- 7 de fevereiro a 12 de novembro - Fed Cup[32]
- 27 de maio a 10 de junho - Roland Garros [33]
- 2 a 15 de julho - Wimbledon [34]
- 28 de agosto a 9 de setembro - US Open [35]
- 11 a 18 de novembro - ATP Finals, em  Londres [36]
- 21 a 28 de outubro - WTA Finals, em  Kallang [37]

### Voleibol
- 15 de maio a 1 de julho - Liga das Nações Feminina[38]
- 25 de maio a 8 de junho - Liga das Nações Masculina[38]
- 10 a 30 de setembro - Mundial Masculino, na  Bulgária e  Itália[39]
- 29 de setembro a 20 de outubro - Mundial Feminino, no  Japão[40]

## Fatos

### Janeiro
- 1 de janeiro - O  Cerezo Osaka vence a Copa do Imperador de Futebol[41]
- 19 de janeiro - O  Osasco vence a Copa Brasil de Voleibol Feminino[42]
- 25 de janeiro - O  Flamengo vence a Copa São Paulo de Futebol Júnior[43]
- 27 de janeiro
  -  Caroline Wozniacki vence o torneio de simples feminino do Aberto da Austália de Tênis[44]
  - O  Sada Cruzeiro Vôlei vence a Copa Brasil de Voleibol Masculino[45]
- 28 de janeiro
  -  Roger Federer vence o torneio de simples masculino do Aberto da Austália de Tênis[46]
  -  Christian Fittipaldi,  Filipe Albuquerque e  João Barbosa, com um Dalarra - Cadillac, vencem as 24 Horas de Daytona[47]

### Fevereiro
- 4 de fevereiro - O Philadelphia Eagles vence o Super Bowl LII e se torna campeão da NFL[48]
- 18 de fevereiro -  Austin Dillon vence as 500 Milhas de Daytona[49]
- 21 de fevereiro - O  Grêmio vence a Recopa Sul-Americana[50]
- 24 de fevereiro - O  Minas Tênis Clube vence o Campeonato Sul-Americano de Clubes de Voleibol Feminino[51]
- 25 de fevereiro - A  Noruega terminou em primeiro lugar no Quadro de medalhas dos Jogos Olímpicos de Inverno de 2018,conquistando 39 medalhas no total.Esta campanha é considerada a melhor da história dos Jogos Olímpicos de Inverno.[52]

### Março
- 3 de março
  - O  Sada Cruzeiro Vôlei vence o Campeonato Sul-Americano de Clubes de Voleibol Masculino[53]
  - Os  Estados Unidos vencem o Campeonato de Rugby das Américas [54]
- 10 de março - A  Irlanda vence o Torneio das Seis Nações de Rugby[55]
- 11 de março -  Sébastien Bourdais vence o Grande Prêmio de St. Petersburg da Indycar[56]
- 25 de março -  Sebastian Vettel vence o Grande Prêmio da Austrália de Fórmula 1[57]

### Abril
- 7 de abril
  -  Bayern de Munique vence o Campeonato Alemão de Futebol[58]
  -  Josef Newgarden vence a etapa de Phoenix da Indycar[59]
  - O  Serra vence o Campeonato Capixaba de Futebol[60]
- 8 de abril
  -  Sebastian Vettel vence o Grande Prêmio do Barém de Fórmula 1[61]
  - O  Cruzeiro vence o Campeonato Mineiro de Futebol[62]
  - O  Grêmio vence o Campeonato Gaúcho de Futebol[63]
  - O  Botafogo vence o Campeonato Carioca de Futebol[64]
  - O  Corinthians vence o Campeonato Paulista de Futebol[65]
  - O  Atlético Paranaense vence o Campeonato Paranaense de Futebol[66]
  - O  Figueirense vence o Campeonato Catarinense de Futebol[67]
  - O  Bahia vence o Campeonato Baiano de Futebol[68]
  - O  Náutico vence o Campeonato Pernambucano de Futebol[69]
  - O  Remo vence o Campeonato Paraense de Futebol[70]
  - O  Ceará vence o Campeonato Cearense de Futebol[71]
- 15 de abril
  - O  Paris Saint-Germain vence o Campeonato Francês de Futebol[72]
  -  Daniel Ricciardo vence o Grande Prêmio da China de Fórmula 1[73]
  -  Alexander Rossi vence a etapa de Long Beach da Indycar[74]
  - O  Manchester City vence o Campeonato Inglês de Futebol [75]
  - O  PSV Eindhoven vence o Campeonato Holandês de Futebol [76]
  - Após oito anos,a  Austrália, volta a terminar em primeiro lugar o quadro de medalhas dos Jogos da Commonwealth[77]
- 22 de abril - O  Praia Clube vence a Superliga Brasileira de Voleibol Feminino [78]
- 29 de abril
  -  Lewis Hamilton vence o Grande Prêmio do Azerbaijão de Fórmula 1 [79]
  - O  Barcelona vence o Campeonato Espanhol de Futebol [80]

### Maio
- 5 de maio - O  Porto vence o Campeonato Português de Futebol [81]
- 6 de maio - O  Sada Cruzeiro Vôlei vence a Superliga Brasileira de Voleibol Masculino [82]
- 12 de maio -  Will Power vence o Grande Prêmio de Indianápolis da Indycar [83]
- 13 de maio
  -  Lewis Hamilton vence o Grande Prêmio da Espanha de Fórmula 1 [84]
  - O  Juventus vence o Campeonato Italiano de Futebol [85]
- 16 de maio - O  Atlético de Madrid vence a Liga Europa da UEFA [86]
- 26 de maio - O  Real Madrid vence a Liga dos Campeões da UEFA [87]
- 27 de maio
  -  Daniel Ricciardo vence o Grande Prêmio de Mônaco de Fórmula 1 [88]
  -  Will Power vence as 500 Milhas de Indianápolis [89]

### Junho
- 2 de junho
  - O  Paulistano vence o Novo Basquete Brasil [90]
  -  Scott Dixon vence a primeira corrida da etapa de Detroit da Indycar [91]
- 3 de junho -  Ryan Hunter-Reay vence a segunda corrida da etapa de Detroit da Indycar [92]
- 8 de junho
  - Os Golden State Warriors vencem a NBA [93]
  - Os Washington Capitals vencem a NHL [94]
- 9 de junho
  -  Simona Halep vence o torneio de Simples Feminino do Aberto de Tênis de Roland Garros [95]
  -  Scott Dixon vence a etapa do Texas da Indycar [96]
- 10 de junho
  -  Sebastian Vettel vence o Grande Prêmio do Canadá de Fórmula 1 [97]
  -  Rafael Nadal vence o torneio de Simples Masculino do Aberto de Tênis de Roland Garros [98]
- 13 de junho -  Canadá,  Estados Unidos e  México são escolhidas como sede da Copa do Mundo de Futebol de 2026 [99]
- 17 de junho -  Fernando Alonso,  Kazuki Nakajima e  Sébastien Buemi, com um Toyota TS050 Híbrido, vencem as 24 Horas de Le Mans [100]

### Julho
- 1 de julho
  -  Max Verstappen vence o Grande Prêmio da Áustria de Fórmula 1 [101]
  - Os  Estados Unidos vencem a Liga das Nações de Voleibol Feminino [102]
- 8 de julho
  -  Sebastian Vettel vence o Grande Prêmio da Grã-Bretanha de Fórmula 1 [103]
  - A  Rússia vence a Liga das Nações de Voleibol Masculino [104]
  -  James Hinchcliffe vence a etapa de Iowa da Indycar [105]
- 14 de julho
  -  Angelique Kerber vence o torneio de Simples Feminino do Torneio de Tênis de Wimbledon [106]
  -  Jean-Éric Vergne vence o campeonato da Fórmula E [107]
- 15 de julho
  - A  França é campeã da Copa do Mundo FIFA pela 2ª vez na história, derrotando a  Croácia pelo placar de 4 a 2.[108]
  -  Novak Djokovic vence o torneio de Simples Masculino do Torneio de Tênis de Wimbledon [109]
- 29 de junho -  Lewis Hamilton vence o Grande Prêmio da Hungria de Fórmula 1 [110]

### Agosto
- 15 de agosto - O  Atlético de Madrid vence a Supercopa da UEFA [111]
- 19 de agosto -  Alexander Rossi vence a etapa de Pocono da Indycar [112]
- 25 de agosto -  Will Power vence a etapa de Gateway da Indycar [113]
- 26 de agosto -  Sebastian Vettel vence o Grande Prêmio da Bélgica de Fórmula 1 [114]

### Setembro
- 2 de setembro
  -  Lewis Hamilton vence o Grande Prêmio da Itália de Fórmula 1 [115]
  -  Takuma Sato vence o Grande Prêmio de Portland da Indycar [116]
- 8 de setembro -  Naomi Osaka vence o torneio Simples Feminino do US Open de Tênis [117]
- 9 de setembro
  -  Thiago Seyboth Wild vence o torneio Juvenil Masculino do US Open de Tênis [118]
  -  Novak Djokovic vence o torneio Simples Masculino do US Open de Tênis [119]
- 16 de setembro
  -  Lewis Hamilton vence o Grande Prêmio de Singapura de Fórmula 1 [120]
  - Na IndyCar,  Ryan Hunter-Reay vence a etapa de Sonoma e  Scott Dixon vence o campeonato [120]
- 30 de setembro
  -  Lewis Hamilton vence o Grande Prêmio da Rússia de Fórmula 1 [121]
  - A  Polônia vence o Campeonato Mundial de Voleibol Masculino [122]

### Outubro
- 7 de outubro -  Lewis Hamilton vence o Grande Prêmio do Japão de Fórmula 1 [123]
- 20 de outubro - A  Sérvia vence o Campeonato Mundial de Voleibol Feminino [124]
- 21 de outubro
  -  Marc Márquez vence o campeonato da MotoGP [125]
  -  Kimi Räikkönen vence o Grande Prêmio dos Estados Unidos de Fórmula 1 [126]
- 28 de outubro - Na Fórmula 1,  Max Verstappen vence o Grande Prêmio do México e  Lewis Hamilton vence o campeonato [127]

### Novembro
- 10 de novembro - O  Fortaleza vence o Campeonato Brasileiro de Futebol da Série B [128]
- 11 de novembro  Lewis Hamilton vence o Grande Prêmio do Brasil de Fórmula 1 [129]
- 25 de novembro
  -  Lewis Hamilton vence o Grande Prêmio de Abu Dhabi de Fórmula 1 [130]
  - A  Croácia vence a  Copa Davis de Tênis [131]
  - O  Palmeiras vence o Campeonato Brasileiro de Futebol de 2018 [132]

### Dezembro
- 8 de dezembro - O  Atlanta United FC vence a Major League Soccer [133]
- 9 de dezembro - O  River Plate vence a  Copa Libertadores da América [134]
- 12 de dezembro - O  Atlético Paranaense vence a Copa Sul-Americana de Futebol [135]
- 17 de dezembro -  Gabriel Medina vence o Circuito Mundial de Surfe [136]
- 22 de dezembro - O  Real Madrid vence a 
Copa do Mundo de Clubes da FIFA [137]
- 31 de dezembro -  Belahy Bezabh e  Sandrafelis Chebet vencem a Corrida Internacional de São Silvestre [138]